# بوستن تریر

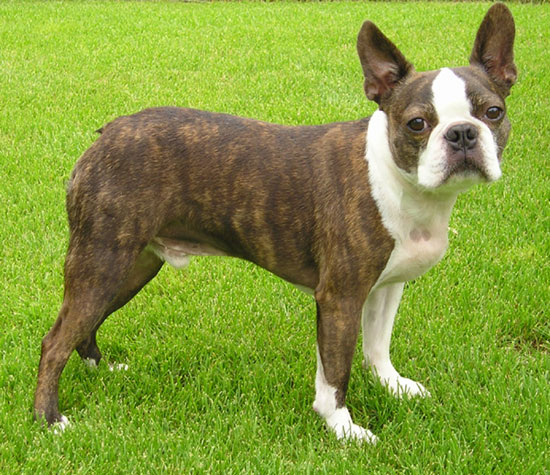
بوستن تریر، سگ ملی آمریکا.

بوستن تریر (به انگلیسی: Boston Terrier) از انواع سگهای گروه تریر است. این سگ، سگ ملی آمریکا است که در نیمه دوم قرن اخیر شناخته شده و تا موقع جنگ جهانی دوم به نام سگ آمریکایی پرورش می‌یافت. این سگ از لحاظ صفات و خصوصیاتش شبیه بول داگ انگلیسی است و سگ بسیار باهوشی می‌باشد. نسبت به صاحبش و سایر افراد خانواده بسیار وفادار و فداکار است. نسبت به سایر تریرها آرامتر می‌باشد ولی سگ فعال و پرتحرکی است و به دلیل موهای کوتاهش به مراقبت کمتری نیاز دارد. از نظر ویژگی‌های ظاهری دارای اندازه‌ای متوسط، با لکه‌های سفید می‌باشد. حالت گندم گونی باید در کل بدن بوضوح مشهود باشد. رنگ سیاه همراه با لکه‌های سفید قابل قبول است اما رنگ گندم‌گون با لکه‌های سفید ارجحیت دارد. در حالت طبیعی و مطلوب پوزه سفید است اما گاهی روی سر، گردن، قفسه سینه یا کل دست‌ها و پاها تا زیر مفصل خرگوشی سفید درخشان می‌باشد.